# 희망~Yell~
〈희망~Yell~〉(일본어: 希望〜Yell〜 키보~옐~[*])은 NEWS의 메이저 데뷔 싱글이다.

## 개요
전작 〈NEWS일본〉이 실질상 인디즈 취급이기 때문에, 본작이 메이저 데뷔 싱글이 된다. 발매 당시, 본작의 어필을 위해 일본 전국을 돌아, 약 200개의 라디오 프로그램에 출연했다.
초회 생산 한정반과 통상반은 자켓 사진·수록곡이 다르다. 초회 생산 한정반에는 〈NEWS 프리미엄 캠페인〉의 응모 엽서가, 통상반에는 동 캠페인의 응모권이 봉입된다. 이것은, 멤버가 참가하는 이벤트 〈NEWS 프라이빗 파티〉가, 오리지널 상품이 추첨으로 당첨된다고 하는 것으로, 〈NEWS 프라이빗 파티〉의 기획의 일부는, 후에 발매된 앨범 《touch》의 특전 DVD에 수록되었다.

## 수록곡

### 초회 생산 한정반
1. 希望～Yell～ / 희망~Yell~
작사·작곡·편곡: 이데 코지
  - 《아테네 올림픽 배구 세계 최종 예선》(TBS·후지 TV 계열) 이미지 송.
2. Stand Up!
작사·작곡: Richard Fairbrass, Fred Fairbrass, Clyde Ward / 일본어 작사: 쿠로스기 치히로 / 편곡: 후나야마 모토키
  - NEWS 결성 이전에, 코야마 케이치로·카토 시게아키·쿠사노 히로노리가 소속해 있던 유닛·K.K.Kity가 노래하고 있던, 라이트 세이드 프레드의 커버곡. 《배구 월드컵 2003》(후지 TV 계열)의 타임 아웃간에 사용되어 다음 해, 《제35회 봄 고교 배구》(후지 TV 계열)의 이미지 송으로 선택된다. 후에, 앨범 《touch》에 〈Stand Up! (Rock version)〉으로 수록된다.
3. Good News!
작사·작곡: Shusui, Rui, Fredrik Hult, Stefan Aberg / 편곡: Shusui, Fredrik Hult, Stefan Aberg & Hakan Fredriksson
4. 希望～Yell～（オリジナルカラオケ）
5. Stand Up（オリジナルカラオケ）
6. Good News!（オリジナルカラオケ）

사양·봉입 특전
- 호화 멤버 포토 8페이지
- 캠페인 응모 엽서
- NEWS 오리지널 로고 스티커 A

### 통상반
1. 希望～Yell～ / 희망~Yell~
2. Stand Up!
3. Good News!
4. LETS GO TO THE PLANETS
작사·작곡: Shusui, Rui, Stefan Engblom / 편곡: 나카니시 료스케

사양·봉입 특전
- 캠페인 응모권
- NEWS 오리지널 로고 스티커 B